# Dekalogtafeln in Hugenottenkirchen

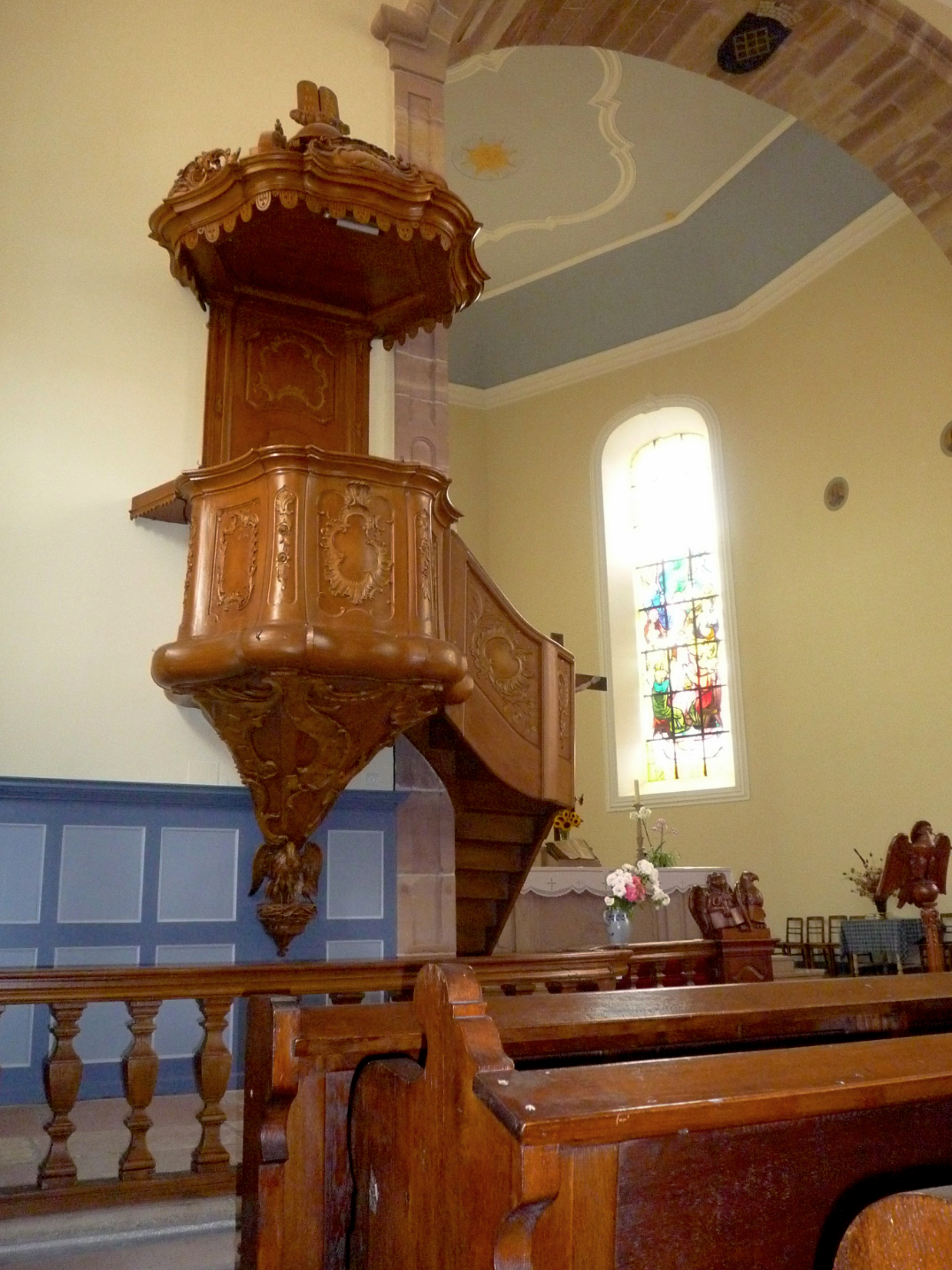
Saint Laurent Kirche in Wasselonne/Elsass

Mose mit der ersten Tafel der Gebote. Radierung von Daniel Chodowiecki

Der Dekalog (die Zehn Gebote) hat weltweit eine besondere theologische und ethische Bedeutung. Die Dekalogtafeln dienten in hugenottischen Kirchen oft als Ersatz für Bilder.

## Der Dekalog
Nach der Überlieferung des Alten Testaments, die dort in Exodus 20,2-17 und in Deuteronomium 5,6-21 fixiert ist, hat Mose die beiden Gesetzestafeln mit dem Dekalog von Gott auf dem Berg Sinai für das Volk Israel bekommen. Der Dekalog ist aber nicht nur für das Judentum wichtig, weil die Zehn Gebote in gewisser Weise allgemeingültigen Charakter haben.
Der Hugenottennachfahre Daniel Chodowiecki hat auf Blatt 5 seiner Radierungen zur „Geschichte der Menschheit nach ihren Kulturverhältnissen“ Mose mit einer Tafel der ersten vier Gebote vor arbeitenden Menschen dargestellt und den Dekalog als „Progres de la Société“, als Fortschritt für die menschliche Gesellschaft bezeichnet.
Der „Vater der Hugenotten“, Johannes Calvin, forderte als Grundhaltung des Menschen Ehrerbietung gegen die göttliche Majestät. Dazu sind uns die Zehn Gebote gegeben. Sie entsprechen dem inneren Gesetz, das jedem Menschen ins Herz geschrieben und sozusagen eingeprägt ist. Auch nach Calvin ist der Dekalog Wegweiser nicht nur für Christen, sondern für das Zusammenleben der gesamten Menschheit.
Der Genfer Reformator übernahm allerdings nicht die in der mittelalterlichen katholischen Kirche und bei den Lutheranern gebräuchliche veränderte Form des Dekalogs mit dem fehlenden Bilderverbot (3. Gebot) und dem dafür aufgeteilten 10. Gebot in Gebot 9 und 10. Calvin blieb beim biblischen Wortlaut nach Exodus 20 und Deuteronomium 5. Eine deutliche Zählung der Gebote ist im Alten Testament nicht vorhanden. Den alttestamentlichen Geboten bzw. Verboten fügte Calvin als Zusammenfassung das neutestamentliche Doppelgebot Jesu der Gottes- und der Nächstenliebe nach Matthäus 22,37-40 hinzu.
Schon in der Genfer Gottesdienstordnung von 1542 verwendete Johannes Calvin den Dekalog (die Zehn Gebote) neben dem Credo (Glaubensbekenntnis) und dem Gebet des Herrn (Unser Vater) als Hauptbestandteil des reformierten Gottesdienstes, der in der Predigt gipfelte. Damit stellte sich Calvin bewusst in die Kontinuität der christlichen Tradition.

## Die Dekalogtafeln in Frankreich

Tafeln der Gebote an der Wand, Radierung von Abraham Bosse aus der Folge der klugen und törichten Jungfrauen

Die Zehn Gebote Gottes hatten als „Bildersatz“ in den reformierten hugenottischen Kirchen in Frankreich von Anfang an eine wichtige Funktion. Die Gebote wurden in zwei Kolumnen auf Holz oder auf Stein und Marmor geschrieben. Auf der ersten Tafel standen nach einer Einleitung die Gebote 1-4 mit den Geboten bzw. Verboten für das Verhältnis des Menschen zu Gott und auf der zweiten Tafel die Gebote 4-10 mit der Regelung der zwischenmenschlichen Beziehungen. Als Beschluss folgte das Doppelgebot der Liebe.
Bekannt sind die Kupferstiche des aus Kranenburg bei Kleve in das französische Tours eingewanderten Abraham Bosse (1602–1672). Auf seinen Radierungen kommen Dekalogtafeln an den Wänden in Esszimmern und im Schlafzimmer vor. „La Bénédiction de la table“ (Das Tischgebet) zeigt den Familienvater mit gefalteten Händen im Kreis seiner Tischgenossen. An der Wand hinter ihm sind die Dekalogtafeln deutlich zu erkennen. In der siebenteiligen Folge „Die weisen und törichten Jungfrauen“, wie „Das Tischgebet“ 1635 entstanden, sitzen auf Blatt 1 vier weise Jungfrauen neben einem mit Kreuz und Bibel geschmückten Tisch. Auf dem Wandbild des Kaminaufsatzes dahinter hält Mose mit Stab die beiden Tafeln der Zehn Gebote. Die Dekalog Darstellung wird flankiert von zwei Bildern mit der Geburt und der Auferweckung Jesu.

Amtseinführung von Pierre Philippe, durch Handauflegung des Pfarrers Paul Ferry in Metz. Dekalog an der Kanzel

Die meisten Dekalogtafeln waren jedoch in reformierten Kirchen in französischen Gemeinden anstelle der nach dem Zweiten Gebot verbotenen Gottesbilder angebracht. Sie waren in der Regel oberhalb der Kanzel an zentraler Stelle für die ganze Gemeinde zu sehen. So ist es beispielsweise für den „Temple de Charenton“, der Hugenottenkirche für die Pariser Protestanten, nachgewiesen.
Auf einer Zeichnung des Metzer reformierten Pfarrers Paul Ferry ist die Ordination des Pfarrers Pierre Philippe zu sehen, der in Bischweiler im Elsaß und in Hanau amtierte, wo er 1690 starb. Durch Handauflegung wurde der junge Pfarrer in sein Amt eingeführt. Während der feierlichen Handlung am 4. Mai 1654 stand er vor einer Dekalogtafel, die an der Kanzel der reformierten Metzer Kirche angebracht war. Von den Textzeilen der Gebote sind jeweils nur die Anfangsworte zu erkennen. Zeichnung und Beschreibung der Handauflegung von Pfarrer Paul Ferry befinden sich heute bei der Société de l’Histoire du Protestantisme Français in Paris.
Das älteste in Frankreich erhaltene Zehn-Gebote-Tafel ist verbunden mit Credo und Unservater. Das geistliche „Trio“ hat sich in der Schlosskapelle von Schloss Chamerolles (bei Orléans) als Wandmalerei erhalten. Der in heller Schrift auf blauem Untergrund auf zwei Tafeln geschriebene Text der Zehn Gebote wird überdacht von einem großen Herz mit der Einleitung zum Dekalog. Zur katechetischen Instruktion der Gemeinde waren auch Credo und Herrengebet an den Wänden der Schlosskapelle zu lesen. Die ca. 1590 entstandene Wandmalerei wurde später übermalt und hat so die Verfolgungs- und Verbotszeiten der Hugenotten in Frankreich überstanden. Nur selten sind die Dekalogtafeln der reformierten Kirchen Frankreichs am ursprünglichen Ort geblieben, weil die Gotteshäuser wie beispielsweise in Charenton 1685 nach der Aufhebung des Edikts von Nantes durch den französischen König Ludwig XIV. zerstört wurden oder in katholischen Besitz kamen.

## Dekalogtafeln in den deutschen Hugenottenkirchen

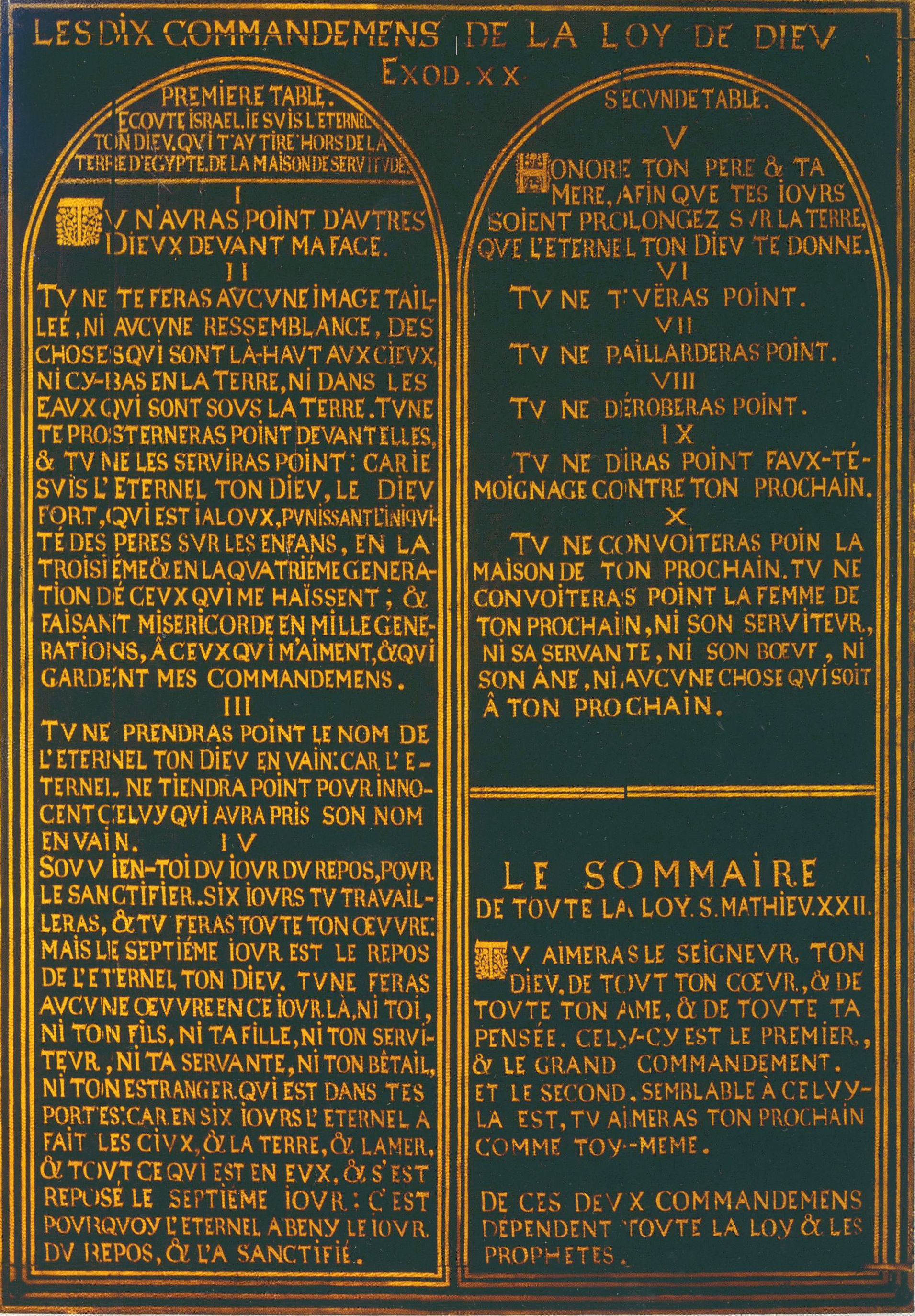
Dekalogtafel in der reformierten Kirche in Celle

Die nach dem absoluten Verbot der reformierten Religionsausübung in Frankreich 1685 ca. 20.000 in deutsche Territorien geflüchteten Hugenotten hielten an ihren gottesdienstlichen Gebräuchen fest. In einem der ältesten französisch-reformierten temples in Deutschland, 1686/87 im fränkischen Schwabach erbaut, wurde der Tradition entsprechend wie in Chamerolles Tafeln mit den drei christlichen Hauptartikeln Credo, Dekalog und Unservater in französischer Sprache aufgehängt.
Eine Besonderheit war das Material der Texttafeln in Schwabach: Der Gobelinwirker Michel de Claravaux (1646–1688), der 1686 aus Aubusson nach Franken gekommen war, knüpfte und signierte die Gebote-Tafeln mit Goldfäden auf schwarzem Untergrund.
Diese Farben finden sich auch auf der Dekalog-Tafeln in den ehemals französisch-reformierten Kirchen in Celle und in Erlangen. Der aus Genf stammende Hoflackierer François Jeremie Abren signierte 1717 vor der Aufhängung in der Erlanger Kirche die fertige Tafel (sie wird heute im Stadtmuseum Erlangen aufbewahrt).
Nach der schlichten gold-schwarz-farbenen Anfangsphase zeigen die wenigen erhaltenen späteren Tafeln aus dem deutschen Refuge mehr Farbe und abwechslungsreichere Gestaltung. So hat der schon im deutschen Refuge geborene hugenottische Stettiner Lehrer Eléazar Laurent (1707–1775) mit Deckfarben auf Pergament bzw. Papier zwei einander sehr ähnliche Tafeln für die französisch-reformierten Kirchen in Groß- und Kleinziethen in der Uckermark geschrieben und mit farbig gehaltenen Säulen ausgeschmückt. Die 1748 signierten Tafeln werden im Hugenottenmuseum in Berlin aufbewahrt. Die Kleinziethener Tafel ist durch Tintenfraß stark zerstört und wird restauriert.

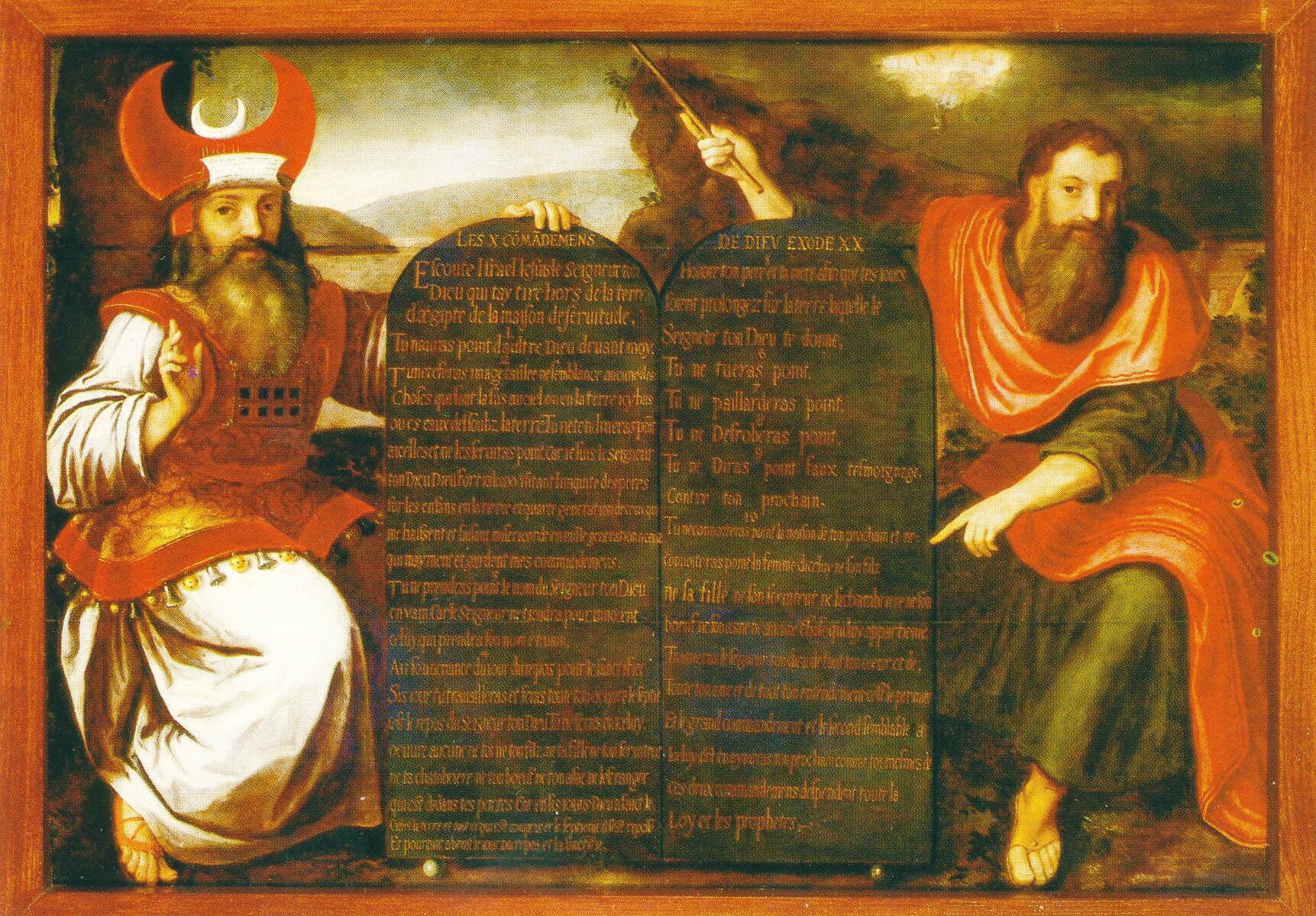
Dekalogtafel der Wallonisch-Niederländischen Kirche in Hanau mit links Aaron und rechts Moses, Öl auf Holz, 17. Jhd. (unbekannter Künstler) Maße: 85 × 117 cm.

Die noch farbenfreudigere Dekalogtafel der Wallonisch-Niederländische Kirche in Hanau zeigt rechts mit Stab den Anführer der Israeliten und Gesetzesüberbringer Moses, sowie links mit Choschen seinen älteren Bruder Aaron im priesterlichen Gewand mit Haube (mit zwei Mondsicheln, sowie goldener Platte (ציץ)). Beide präsentieren der Gemeinde die zwei Kolumnen der Tafel mit den zehn Geboten. Das „Höre Israel“ geht am Anfang der ersten Kolumne in die Gebote 1-4 über. Die andere Hälfte enthält die Gebote 5 - 10, die unmittelbar ohne Übergang in das Liebesgebot Jesu nach Matthäus 22 münden. Mit dem deutlich sichtbaren Zeigefinger des Mose, der auf die Tafel zeigt, ist der Zusammenhang zu der im Gottesdienst versammelten Gemeinde hergestellt.
Die einzige Dekalogtafel einer deutschen Waldensergemeinde ist aus dem damals württembergischen Palmbach bekannt. Hier hat der damalige Palmbacher Pfarrer Theodoric Aubert auf die 1725 entstandene Tafel die Zehn Gebote zusammen mit dem neutestamentlichen Doppelgebot der Liebe aufgeschrieben. Darüber ist im Zwickel zwischen den beiden Kolumnen schemenhaft Kopf und Brust des Mose zu erahnen. Diese Tafel besteht aus in der Länge aneinandergefügten Holzbohlen, die von einem Rahmen eingefasst sind. Eine zweite Tafel beschreibt die Weihe der neuen Kirche im Jahre 1725.
Es ist davon auszugehen, dass auch in weiteren französisch-reformierten Kirchen in Deutschland Dekalogtafeln vorhanden waren, wie es beispielsweise durch ein altes Foto für Hannover nachgewiesen ist. Sie haben die Zeitläufe nicht überstanden. Geblieben ist in den reformierten Gemeinden die Wertschätzung der Zehn Gebote. Sie haben wie das Glaubensbekenntnis und das Herrengebet im sonntäglichen Gottesdienst ihren festen Platz.
Ein Gebrauch der Gebotetafeln in privaten Häusern im deutschen Refuge kann nicht nachgewiesen werden.

## Dekalogtafeln im englischen Refuge
Auch im englischen Refuge waren Dekalogtafeln üblich. Das beweist ein Beschluss und Spendenaufruf des Konsistoriums der Londoner Gemeinde „Petit Charenton“ von 1701. Die Kirchenältesten sollten in ihren Bezirken sammeln, um eine Gebotetafel für die eigene Kirche anzuschaffen. Der Vorgang zeigt, wie wichtig den Hugenotten auch nach dem Verlassen ihrer französischen Heimat die Zehn Gebote für ihren Gottesdienst und ihre Lebensführung waren.
Davon zeugt auch ein 1703 von Marguerite Joans mit Wollfäden auf Leinen besticktes Tuch, das sich im French Hospital in London erhalten hat.